# شيخ مظفر شكور
الدكتور شيخ مظفر شكور المصري بن شيخ مصطفى (1972م - ) هو جراح عظام ماليزي مسلم، وهو أول رائد فضاء ماليزي، وتاسع مُسلم يصعد إلى الفضاء. صعدَ إلى محطة الفضاء الدولية في مهمة بحثية من الحكومة الماليزية في 10 أكتوبر 2007م قام خلالها بتجارب حول سرطانات الكبد والدم وعادَ إلى الأرض في 21 أكتوبر 2007م.

## المهنة
ولد شيخ مظفر شكور في كوالالمبور، من أصول عربية وماليزية. التحق بالمدرسة الثانوية في مدينة موار. ثم حصل على شهادة بكالوريوس الطب والجراحة من كلية طب كاستوربا، شيخ مظفر جراح عظام في جامعة ماليزيا الوطنية. عمل في مستشفى سيريمبان ثم تبعها بالانتقال إلى مستشفى كوالالمبور العام سنة 1999. عمل ضمن فريق مستشفى سيلايانغ من سنة 2000 حتى 2001م.

## برنامج أنغكاساوان
عام ٢٠٠٦ تم اختيار شيخ مظفر مع ثلاثة مرشحين آخرين لبرنامج أنغكاساوان الفضائي. هذا البرنامج نشأ بعدما وافقت روسيا على نقل أحد رواد الفضاء الماليزيين إلى محطة الفضاء الدولية ISS كجزء من صفقة بيع ١٨ طائرة سوخوي حربية روسية إلى ماليزيا، وهي صفقة بعدة مليارات من الدولارات.

## الرحلات الفضائية
اقلع شيخ مظفر شكور إلى محطة الفضاء الدولية على متن صاروخ الإطلاق ”سيوز-إف جي” المزدان بالعلم الماليزي. صعد إلي الفضاء علي متن المركبة الفضائية الروسية Soyuz TMA-11 يوم الأربعاء 10 أكتوبر 2007 م من قاعدة بيكونور Baikonur ، في تمام الساعة 1:22 بتوقيت جرينتش. وبعد يومين تم الالتحام بالمحطة الفضائية الدولية دون أي مشاكل، وانضموا إلى رائدي الفضاء الروسيين فيودور يورتشكين وأوليج كوتوف اللذين كانا موجودين في المحطة الدولية منذ 6 أشهر، هذا وقد تمت عملية الالتحام على ارتفاع 350 كم فوق آسيا الوسطى.